# جزایر ساتسونان

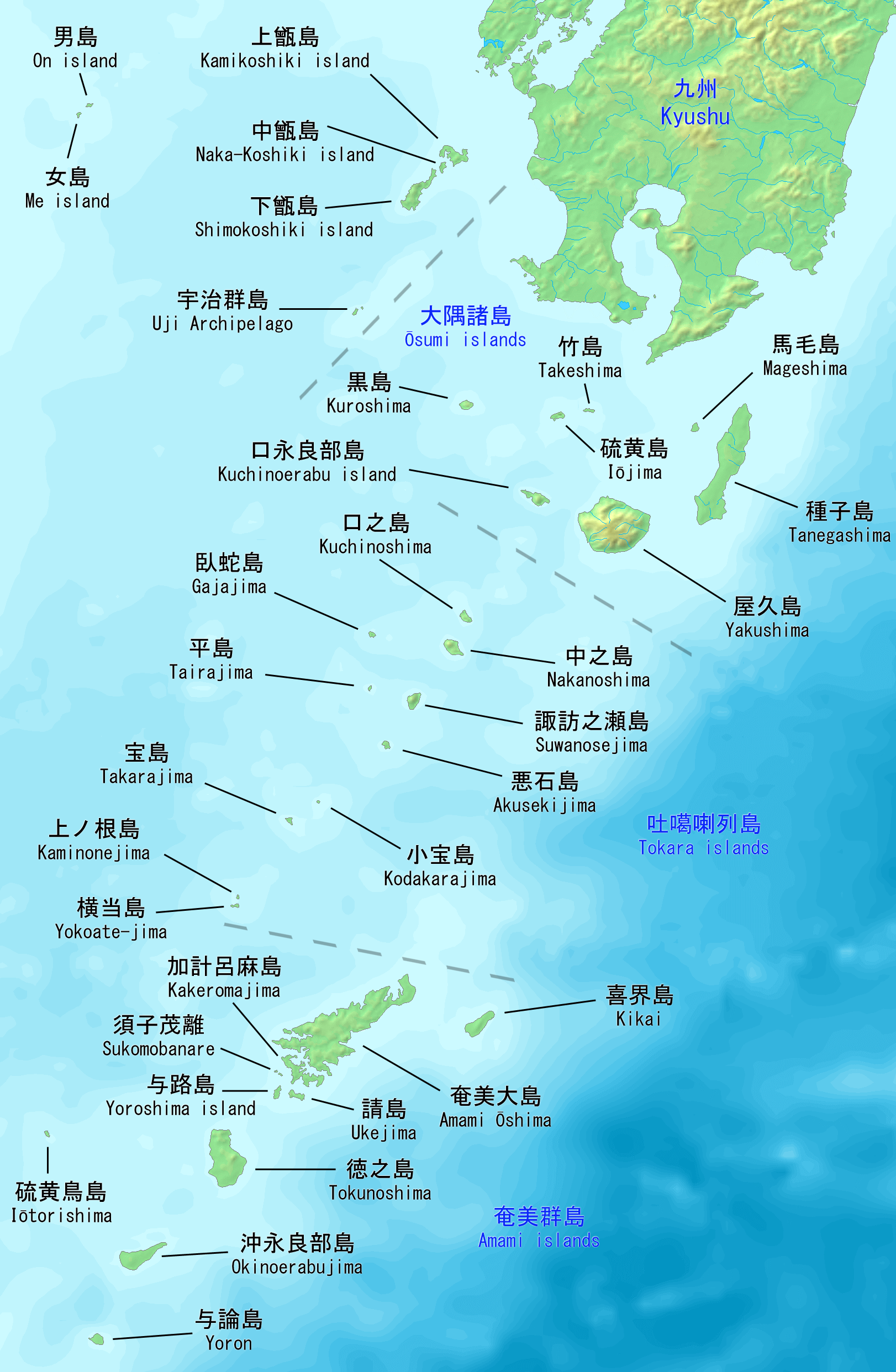
جزایر ساتسونان

جزایر ساتسونان (به انگلیسی: Satsunan Islands)(به ژاپنی: 薩南諸島) نام مجموعه‌ای از جزایر جنوبی کشور ژاپن است که بین مدارهای ۲۷ تا ۳۱ درجه شمالی و ۱۲۸ تا ۱۳۱ درجه شرقی امتداد دارند.
این جزایر که قسمتی از استان کیوشو هستند، از شمال به تنگه اوسومی و از جنوب به جزایر ریوکیو محدود شده‌اند.
اصلی‌ترین جزایر واقع در مجمع الجزایر ساتسونان عبارت اند از:
جزایر اوسومی، جزایر توکاراشیما، جزیره یاکوشیما، جزیره تانگاشیما، جزیره کوچی نوشیما، جزیره ناکانوشیما، جزیره سوانوزه جیما، جزیره آکوزکی جیما، جزیره کیکای جیما، جزیره آمامیوشیما، جزیره توکونوشیما، جزیره اوکینوارابوجیما و جزیره یورون جیما.
پس از جنگ جهانی دوم جزایر توکاراشیما و آمامیوشیما توسط نیروهای نظامی ایالات متحده اشغال شدند که به ترتیب در سال‌های ۱۹۵۲ و ۱۹۵۳ دوباره به ژاپن باز پس داده شدند.